# (400274) 2007 RF235
(400274) 2007 RF235 es un asteroide perteneciente al cinturón de asteroides, descubierto el 12 de septiembre de 2007 por el equipo del Mount Lemmon Survey desde el Observatorio del Monte Lemmon, Arizona, Estados Unidos.

## Designación y nombre
Designado provisionalmente como 2007 RF235.

## Características orbitales
2007 RF235 está situado a una distancia media del Sol de 2,336 ua, pudiendo alejarse hasta 2,751 ua y acercarse hasta 1,921 ua. Su excentricidad es 0,177 y la inclinación orbital 4,274 grados. Emplea 1304,72 días en completar una órbita alrededor del Sol.

## Características físicas
La magnitud absoluta de 2007 RF235 es 17,9.